# Liste der Baudenkmale in Schönborn (Niederlausitz)
In der Liste der Baudenkmale in Schönborn sind alle Baudenkmale der brandenburgischen Gemeinde Schönborn und ihrer Ortsteile aufgelistet. Grundlage ist die Veröffentlichung der Landesdenkmalliste mit dem Stand vom 31. Dezember 2023. Die Bodendenkmale sind in der Liste der Bodendenkmale in Schönborn (Niederlausitz) aufgeführt.

## Baudenkmale in den Ortsteilen
In den Spalten befinden sich folgende Informationen:
- ID-Nr.: Die Nummer wird vom Brandenburgischen Landesamt für Denkmalpflege vergeben. Ein Link hinter der Nummer führt zum Eintrag über das Denkmal in der Denkmaldatenbank. In dieser Spalte kann sich zusätzlich das Wort Wikidata befinden, der entsprechende Link führt zu Angaben zu diesem Denkmal bei Wikidata.
- Lage: die Adresse des Denkmales und die geographischen Koordinaten. Link zu einem Kartenansichtstool, um Koordinaten zu setzen. In der Kartenansicht sind Denkmale ohne Koordinaten mit einem roten beziehungsweise orangen Marker dargestellt und können in der Karte gesetzt werden. Denkmale ohne Bild sind mit einem blauen bzw. roten Marker gekennzeichnet, Denkmale mit Bild mit einem grünen beziehungsweise orangen Marker.
- Bezeichnung: Bezeichnung in den offiziellen Listen des Brandenburgischen Landesamtes für Denkmalpflege. Ein Link hinter der Bezeichnung führt zum Wikipedia-Artikel über das Denkmal.
- Beschreibung: die Beschreibung des Denkmales
- Bild: ein Bild des Denkmales und gegebenenfalls einen Link zu weiteren Fotos des Baudenkmals im Medienarchiv Wikimedia Commons

### Gruhno
| ID-Nr.   | Lage                          | Bezeichnung | Beschreibung | Bild           |
| -------- | ----------------------------- | ----------- | --- | -------------- |
| 09135068 | (Lage)                        | Dorfkirche  | Die Kirche wurde in der zweiten Hälfte des 13. Jahrhunderts im frühgotischen Stil aus Raseneisenstein erbaut und erhielt 1885 auf der Westseite einen Turm aus Backstein. Der Altar stammt aus dem Ende des 18. Jahrhunderts. | weitere Bilder |
| 09135049 | Gruhnoer Hauptstraße 9 (Lage) | Wohnhaus    | Die Entstehung des Fachwerkbaus wird auf das Jahr 1848 datiert. | Wohnhaus       |

### Lindena
| ID-Nr.   | Lage   | Bezeichnung | Beschreibung | Bild           |
| -------- | ------ | ----------- | --- | -------------- |
| 09135069 | (Lage) | Dorfkirche  | Der Bau der evangelischen Kirche wurde um 1220 begonnen und 1243 abgeschlossen. An das dreischiffige basilikale Langhaus schließt sich ein Chor mit einer halbkreisförmigen Apsis an. | weitere Bilder |

### Schadewitz
| ID-Nr.   | Lage                   | Bezeichnung | Beschreibung | Bild       |
| -------- | ---------------------- | ----------- | --- | ---------- |
| 09135291 | (Lage)                 | Dorfkirche  | Die evangelische Kirche wurde um 1784 erbaut. Es ist ein Saalbau mit einem dreiseitigen Ostschluss. Der Dachturm hat einen quadratischen Sockel, einen achtseitigen Aufsatz und eine Schweifhaube. Die Ausstattung im Inneren stammt aus der Bauzeit. | Dorfkirche |
| 09135718 | An der Elster 6 (Lage) | Wohnhaus    | Der eingeschossige Fachwerkbau wird inschriftlich auf das Jahr 1787 datiert. | BW         |

### Schönborn
| ID-Nr.                           | Lage   | Bezeichnung | Beschreibung | Bild           |
| -------------------------------- | ------ | ----------- | --- | -------------- |
| 09135073                         | (Lage) | Dorfkirche  | Die evangelische Kirche stammt aus der Mitte des 13. Jahrhunderts. Die Kirche wurde durch den Besitz des Klosters Dobrilugk beeinflusst. Im Inneren stammt der Schnitzaltar aus dem Jahre 1513. | weitere Bilder |
| 09136186 Teilobjekt zu: 09135073 | (Lage) | Taufengel   | | BW             |

## Ehemalige Baudenkmale
| ID-Nr. | Lage                           | Bezeichnung                | Beschreibung | Bild |
| ------ | ------------------------------ | -------------------------- | ------------ | ---- |
|        | Gruhnoer Hauptstraße 13 (Lage) | Quergebäude mit Durchfahrt |              | BW   |